# Zisterzienserinnenabtei Fervaques
Die Zisterzienserinnenabtei Fervaques war von 1140 bis 1793 ein Kloster der Zisterzienserinnen, zuerst in Fonsomme, Kanton Saint-Quentin-2, ab 1648 in Saint-Quentin, Département Aisne, Frankreich.

## Geschichte
Die Zisterzienserinnenabtei Montreuil-les-Dames gründete 1140 an der Quelle der Somme in Fonsomme (nach lateinisch: Fons = Quelle) das Kloster Fervaques (nach lateinisch: ferventes aquae = brodelnde Wasser), das trotz zahlreicher Zerstörungen bis 1628 am Ort blieb. Nach Zuflucht in Saint-Quentin und Paris wechselte es 1648 endgültig nach Saint-Quentin, wurde 1770 im großen Stil erneuert, aber dann von der Französischen Revolution aufgelöst und 1889 abgerissen. Der Name des Palais de Fervaques (heute Gerichtsgebäude) erinnert an das Kloster. Die letzte Äbtissin war Amalia Duperriez-Dumouriez (auch: Nicole Amélie Dupérier Dumouriez, 1735–1821), älteste Schwester von General Charles-François Dumouriez.